# مرده یا زنده: پایانی
مرده یا زنده: پایانی (انگلیسی: Dead or Alive: Final) فیلمی ژاپنی در سبک سایبرپانک علمی-تخیلی به کارگردانی تاکاشی میکه محصول سال ۲۰۰۲ است. داستان فیلم در یوکوهامای ژاپن در سال ۲۳۴۶ اتفاق می‌افتد.